# マイ・ハイ・スイング
『マイ・ハイ・スイング』は宝塚歌劇団の舞台作品。星組公演。
併演作品は『屋根裏の妖精たち』。

## 解説
※『宝塚歌劇年100年史（舞台編）』の宝塚大劇場公演のページを参照。
ヨーロッパ公演の試作として作られた。鳳蘭の魅力を最大限に見せるワンマンショーともいうべき作品。但馬久美、順みつき、三代まさる、浦路夏子らが鳳を支えた。司このみ振付のヨガの場面は、神秘的な東洋の雰囲気とダイナミックなダンスがあった。

## 公演期間と公演場所
- 1975年5月14日 - 7月1日　宝塚大劇場[1]
- 1975年8月1日 - 8月30日　東京宝塚劇場[2]

## 宝塚大劇場公演のデータ
形式名は「海外公演試作 グランド・ショー」。20景。

### スタッフ（宝塚大劇場公演）
- 作・演出：鴨川清作[1]
- 音楽：寺田瀧雄[3]、中井光晴[3]、吉崎憲治[3]
- 音楽：橋本和明[3]
- 振付：司このみ[3]、朱里みさを[3]、花柳芳十郎[3]
- 装置：静間潮太郎[3]、大橋泰弘[3]
- 衣装：静間潮太郎[3]
- 照明：今井直次[4]
- 音響・録音：松永浩志[4]
- 小道具：万波一重[4]
- 効果：川ノ上智洋[4]
- 合唱指導：橋本和明[4]
- 歌唱指導：水島早苗[4]
- 太鼓指導：河崎恒夫[4]
- 演出補：草野旦[4]
- 演出助手：村上信夫[4]、三木章雄[4]
- 制作：野田浜之助[4]
- ヘア・デザイン：畠山順吉[4]